# شهر فرنگ

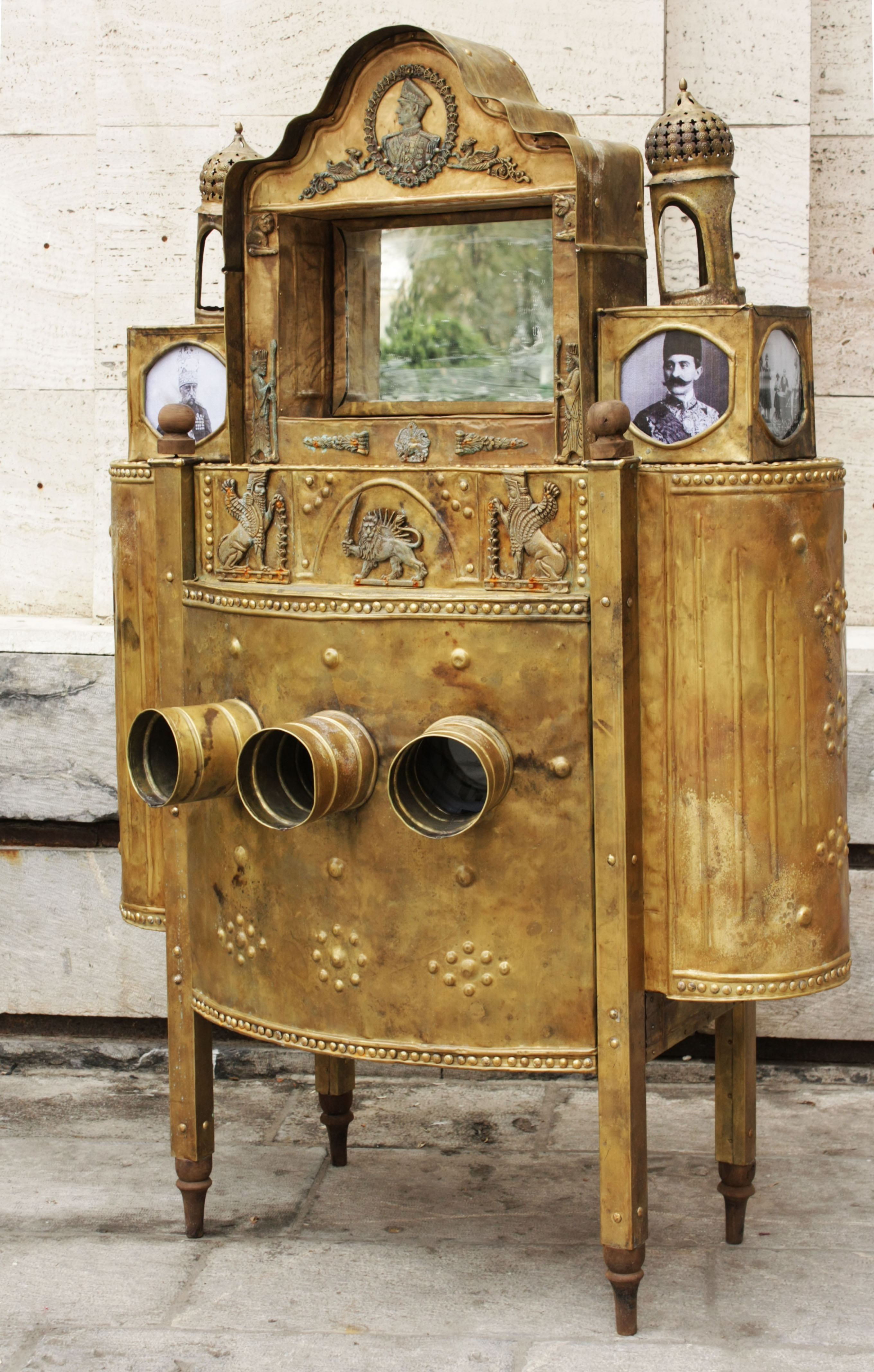
یک شهر فرنگ در کاخ گلستان تهران

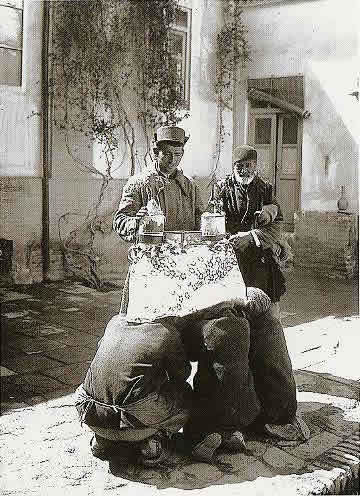
شهر فرنگ در دوران قاجار ثبت شده توسط آنتوان سوریوگین

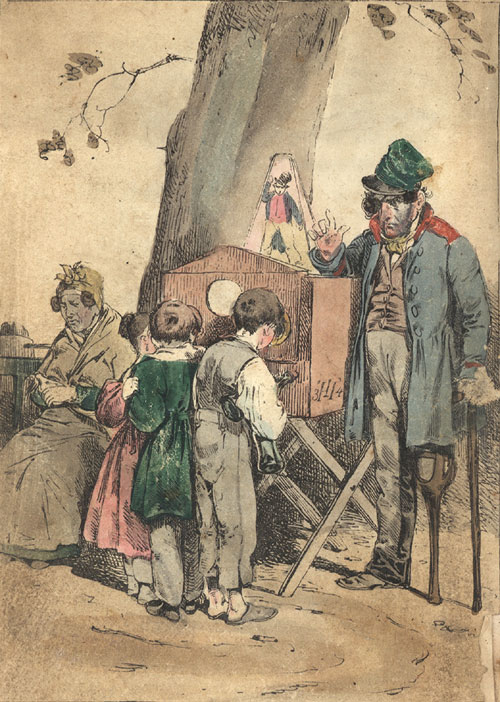
پسری در حال نگاه کردن به شهر فرنگ

شهر فرنگ نوعی سرگرمی کودکانه است به شکل جعبه‌ای چهارگوش، سوار بر چهارچرخ و قابل حمل که از سوراخ‌های دیواره آن عکس‌های قدیم ایران و عکس‌های نقاط دیدنی و معروف جهان به نمایش درمی‌آید. در هنگامی که هنوز سینما و تلویزیون در ایران رواج و رونق نیافته بود بازار شهر فرنگ رونق داشت و کودکان تماشای این تصویرهای متحرک را که با توضیحات متصدی دستگاه همراه بود بسیار دوست می‌داشتند. در گذشته استقبال مردم از این وسیله سرگرمی به حدی بود که شهر فرنگی بودن شغل آبرومندی به حساب می‌آمد.

## تاریخچه
مسبب ورود آن به ایران مظفرالدین شاه قاجار بود. وی در دیدار از نمایشگاه جهانی فرانسه که در پاریس برگزار شده بود، نظرش به شهر فرنگ جلب شد و این موضوع مقدمه‌ای برای ورود این دستگاه به ایران شد.

## طرز کار

چند تصویر را طوماروار به یکدیگر می‌چسبانند و دو سر آن را به دو چوب می‌بندند و گرد محور چوب می‌گردانند. تصویرها از محوری باز می‌شوند و گرد محور دیگر بسته می‌شود. آنگاه این تصاویر را در جعبه قرار می‌دهند و بر دیوارهٔ جعبه عدسی ذره‌بینی تعبیه می‌کنند که تصاویر را درشت و روشن به بیننده نشان می‌دهد. کودکان در برابر عدسی می‌نشینند و متصدی شهر فرنگ شروع به چرخانیدن محور می‌کند و تصاویر یک‌به‌یک از برابر دیدگان کودک بیننده می‌گذرد. همچنین متصدی دستگاه با عباراتی شعرگونه که از قبل از بر کرده است، متناسب تصویری که می‌گذرد به شرح آن می‌پردازد و به تناسب پولی که دریافت می‌کند تمام یا قسمتی از آن تصاویر را به بیننده عرضه می‌دارد و وصف هر تصویر را با عبارت «شهر شهر فرنگه» آغاز می‌کند. پس از پایان این نمایش، شهرفرنگی یا متصدی شهرفرنگ، پرده‌ای را که از درون جعبه بر روی عدسی ذره‌بین تعبیه شده است و هنگام نمایش تصاویر آن را از روی ذره‌بین به کنار زده دوباره می‌آویزد و مانع دیدن تصویر می‌شود و پایان نمایش را با عبارت «سگ سیاه نخوردت!» اعلام می‌کند.
شهرفرنگی دستگاه خود را یا به دوش خویش حمل می‌کند یا با چرخهایی که به پایه‌های آن بسته شده است روی زمین حمل می‌کند. این دستگاه را گاهی با رنگهای مختلف و لامپ‌های کوچک رنگارنگ که با باتری خشک روشن می‌شود می‌آرایند اما تمام این وسایل برای جلب توجه کودکان نصب می‌شود و جنبهٔ فرعی دارد.

## شهر فرنگ امروزی
امروزه نیز دستگاه‌های مشابهی در نقاط گوناگون دیده می‌شود. نیروی دستگاه‌های امروزی برخلاف دستگاه‌های قدیم که با دست بود، با برق تأمین می‌شود. علاوه بر این امروز عکس گل و گیاه، بازیگران و گاهی نقاط گوناگون جهان همراه موسیقی غربی در آن نمایش داده می‌شود درحالی که در گذشته با آوازهای عمو شهر فرنگ همراه بود.